# Mansonia titillans
Mansonia titillans är en tvåvingeart som först beskrevs av Walker 1848.  Mansonia titillans ingår i släktet Mansonia och familjen stickmyggor. Inga underarter finns listade i Catalogue of Life.